# أمنون لين
أمنون لين هو محامي ووكيل نيابة وسياسي إسرائيلي، ولد في 29 مارس 1924 في مشمار هعيمق في إسرائيل، وتوفي في 21 يوليو 2016 في حيفا في إسرائيل. نشط حزبياً في معراخ وليكود (1974 – 1974). وقد انتخب عضو الكنيست ‏ (21 يناير 1974 – 21 نوفمبر 1988) وانتخب عضو الكنيست ‏ (28 يناير 1967 – 17 نوفمبر 1969).